# هنري الأول. ويد
هنري الأول. ويد هو شخصية أعمال وسياسي أمريكي، ولد في 10 فبراير 1861، وتوفي في 25 مايو 1945. انتخب عضو مجلس ولاية ويسكونسن ‏.